# Libyjsko-egyptská válka
Libyjsko-egyptská válka nebo čtyřdenní válka (arabsky حرب الأربعة أيام‎) byla krátká pohraniční válka mezi Libyí a Egyptem, která trvala od 21. do 24. července 1977. Konflikt pramenil ze zhoršených vztahů mezi oběma zeměmi poté, co egyptský prezident Anvar Sádát odmítl prosby libyjského vůdce Muammara Kaddáfího o sjednocení jejich zemí a usiloval o mírové urovnání s Izraelem po Jomkipurské válce. Brzy poté začala Libye sponzorovat disidenty a plánovat atentáty s cílem Sádáta podkopat. Egypt odpověděl stejně, aby Kaddáfího oslabil. Na začátku roku 1976 vyslal Kaddáfí vojáky na egyptské hranice, kde se začali střetávat s pohraničníky. Prezident Sádát odpověděl přesunem mnoha vojáků do oblasti, zatímco egyptský generální štáb vypracoval plány na invazi s cílem Kaddáfího sesadit.
Střety na hranicích zesílily v červenci 1977. 21. července přepadl libyjský tankový prapor město Sallum. Egyptské síly odpověděly přepadem a následně zahájily velký protiútok, provedly nálety na leteckou základnu Gamál Abd an-Násira a vyslaly mechanizované síly 24 kilometrů (15 mil) na libyjské území, než se stáhly. Během následujících dvou dnů se přes hranice vystřídala silná dělostřelecká palba, zatímco egyptská letadla a komanda útočila na místa v Libyii. 24. července Egypťané zahájili větší nálet proti Násirově letecké základně a zasáhli libyjská zásobovací skladiště. Pod značným tlakem Spojených států na ukončení útoků a pokusy alžírského prezidenta Houari Boumedièna a vůdce OOP Jásira Arafata zprostředkovat řešení, prezident Sádát náhle vyhlásil příměří. Během několika příštích dnů došlo ke sporadickým bojům, když se egyptské jednotky stahovaly přes hranice. Vztahy mezi oběma zeměmi zůstávaly napjaté, a přestože nebylo nikdy dosaženo formální dohody, oba státy potvrdily příměří a postupně z hranice své síly stáhly. Kaddáfí v následujících letech svou rétoriku proti Egyptu zmírnil, ale aktivně další arabské státy vyzýval, aby Egypt izolovaly.